# 타인에게 부과된 인위적 장애
타인에게 부과된 인위적 장애(Factitious disorder imposed on another, FDIA)는 간병인에 의한 조작 또는 유도된 질병(fabricated or induced illness by carers, FII)으로도 알려져 있으며 처음에는 대리 뮌하우젠 증후군(Munchausen syndrome by proxy, MSbP)으로 명명되었으며 간병인이 다음과 같은 경우에 건강 문제의 모양을 만드는 정신 건강 장애이다. 여기서 다른 사람은 일반적으로 자녀이다. 여기에는 어린이에게 부상을 입히거나 테스트 샘플을 변경하는 것이 포함될 수 있다. 그런 다음 간병인은 그 사람이 아프거나 부상을 입었다고 제시한다. 장애의 결과로 피해자의 영구적인 부상이나 사망이 발생할 수 있다. 이러한 행동은 간병인에게 특별한 혜택 없이 발생한다.
FDIA의 원인은 알려져 있지 않다. 주된 동기는 관심을 끌고 의사를 조종하는 것일 수 있다. FDIA의 위험 요인으로는 임신 관련 합병증, 어렸을 때 학대를 받았거나 자신에게 부과된 인위성 장애를 앓고 있는 어머니 등이 있다. 아이를 보호자로부터 떼어내면 증상이 호전되거나, 보호자 모르게 영상 감시를 통해 우려 사항이 발견될 경우 진단이 뒷받침된다. 이 장애의 영향을 받은 사람들은 일종의 신체적 학대와 의학적 방치를 당했다.
FDIA 관리에서는 아동을 위탁 보호에 맡겨야 할 수도 있다. FDIA에 대한 치료가 얼마나 효과적인지는 알려져 있지 않다. 문제가 있음을 인정하는 사람들에게는 효과가 있을 것으로 추정된다. FDIA의 유병률은 알려져 있지 않지만 상대적으로 드문 것으로 보인다. 사건의 95% 이상이 어머니와 관련되어 있다.
간병인의 예후는 좋지 않다. 그러나 가능한 치료 과정에 관한 문헌이 급증하고 있다.
이 질환은 1977년 영국 소아과 의사 로이 미도(Roy Meadow)에 의해 처음으로 "대리 뮌하우젠 증후군"으로 명명되었다. FDIA의 일부 측면은 범죄 행위를 나타낼 수 있다.

## 같이 보기
- 건강염려증
- 뮌하우젠 증후군
- 신체형통증장애
- 런 (2020년 영화)